# Hôtel de Sarron
L'hôtel de Sarron est un bâtiment inscrit aux monuments historiques par arrêté du 19 novembre 1991, situé dans le 2e arrondissement de Lyon. Il a abrité les bureaux de l'imprimerie-librairie de Mathieu Paquet, devenus ceux de la Presse lyonnaise du Sud-Est, qui imprime le quotidien L'Express de Lyon.
Il est situé au 46, rue de la Charité.